# Vittorio Güttner

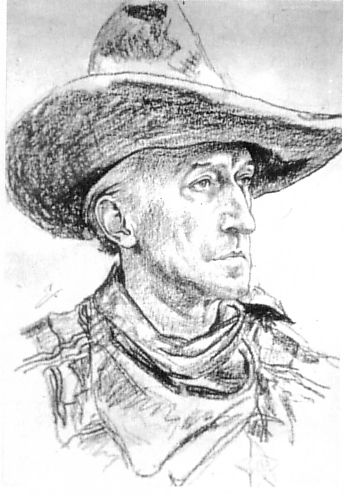
Vittorio Güttner gezeichnet von Elk Eber

Vittorio Güttner (* 24. April 1869 in Triest, Österreich-Ungarn; † 5. Dezember 1935 in München) war ein österreichisch-deutscher Bildhauer, Schauspieler und Hobby-Indianistiker.

## Leben
Güttner immatrikulierte sich im Oktober 1885 an der Akademie der Bildenden Künste München, an der er die Klasse von Max von Widnmann besuchte.
Grüttners Schwerpunkte waren Menschen- und Tierskulpturen. So zeigte er unter anderem 1897 Bildnisbüsten und Bronzestatuetten im Münchener Glaspalast. Er entwickelte ein Interesse für die Indianerkulturen, war Mitglied des ersten deutschen Westernclubs (Cowboy Club München) und sammelte indianische Utensilien und Trachten, von denen er später einige an Klara May verkaufte. Er modellierte unter anderem drei Indianerfiguren in Lebensgröße, die bei der Eröffnung des Karl-May-Museums Radebeul im Dezember 1928 bewundert wurden: einen Apachen-Krieger, einen Irokesen-Häuptling und eine junge Blackfoot-Indianerin. Er erhielt dafür von Klara May ein Honorar von insgesamt 1.148 Reichsmark. Ein Jahr später beauftragte sie ihn mit Büsten der Häuptlinge Red Cloud und Sitting Bull, die zum Museumsinventar gehören, ebenso die bemalte Gipsplastik „Prärieindianer auf weidendem Mustang“ und ein 1933 entstandener Tlingit-Häuptling. Ebenso schuf er Figuren für das Diorama „Heimkehr von der Schlacht“, von denen nach seinem Tod einige von seinem Sohn Bruno Güttner fertiggestellt wurden. Bemalt wurden die Figuren von Wilhelm Emil "Elk" Eber. Im Karl-May-Haus steht eine von Güttner kurz vor seinem Tod geschaffene Winnetou-Büste.
Güttner spielte um 1920 in Western-Filmproduktionen mit, die im Raum München entstanden.

## Filmografie
- 1920: Die Eisenbahnräuber (R: Fred Stranz)
- 1921: Die Geier der Goldgruben (R: Otto Lins-Morstadt)